# Thông Hóa (huyện)
Thông Hoá (chữ Hán giản thể: 通化县) là một huyện thuộc địa cấp thị Thông Hóa, tỉnh Cát Lâm, Cộng hòa Nhân dân Trung Hoa. Huyện này có diện tích 3.729 km², dân số 240.000 người. Mã số bưu chính là 134100. Chính quyền huyện đóng tại trấn Khoái Đại Mậu. Về mặt hành chính, huyện này được chia thành 12 trấn, 7 hương và 2 hương dân tộc.
- Trấn: Khoái Đại Mậu, Thất Đạo Câu, Mã Lan, Quả Tùng, Nhị Mật, Anh Ngạch Bố, Hưng Lâm, Tam Khỏa Du Thụ, Giang Miếu, Thạch Hồ, Quang Hoa, Đại An.
- Hương: Đại Xuyên, Phú Giang, Đông Lai, Hồ Lô, Can Câu, Đô Lĩnh, Tứ Bằng.
- Hương dân tộc: hương dân tộc Triều Tiên, dân tộc Mãn Đại Tuyền Nguyên, hương dân tộc Mãn và Triều Tiên Kim Đẩu.